# Stylomecynostomum bodegensis
Stylomecynostomum bodegensis är en plattmaskart som beskrevs av Hooge och Tyler 2003. Stylomecynostomum bodegensis ingår i släktet Stylomecynostomum och familjen Mecynostomidae. Inga underarter finns listade i Catalogue of Life.